# Истории вампиров
Истории вампиров - это ограниченная серия американских комиксов из пяти выпусков (позже собранная в мягкой обложке), опубликованная Dark Horse Comics и установленная в Buffyverse. Он состоит из антологии рассказов, написанных Джоссом Уидоном, Джейн Эспенсон, Беном Эдлундом и Дрю Годдардом. Каждая история повествует об одном или нескольких вампирах Баффиверса, а сборник, не имеющий отношения к другим предметам, объединен историей, написанной Уидоном. Антология представляет собой серию историй, рассказанных древним вампиром группе молодых Наблюдателей. «Сказания о вампирах» - это рассказ об этом сеансе повествования, который служит мостом между другими элементами антологии. Истории из этой серии обычно считаются официальной частью канона Buffyverse. Dark Horse опубликовала новый специальный выпуск, основанный на концепции «Сказок о вампирах» Бекки Клунан, Василиса Лолос, Габриэля Ба и Фабио Муна в июне 2009 года. В частности, этот однократный снимок связан с Баффи Истребительницей вампиров. Сюжет восьмого сезона следует за «Гармоническим расхождением», в котором вампиры становятся очень популярными среди широкой публики.

## Погружаясь в кошмар
Специальный хэллоуни-выпуск. Поступил в продажу 10 сентября 2003 года.
| |               |             |  |  |  |
| Игральные кости / Dames | Бретт Мэттьюз | Шон Филлипс |  |  |  |
| История в нуар-стиле, рассказывающая о вампире-игроке, встречающего достойного соперника, во время похода по казино Лас-Вегаса 1930-х годов. |               |             |  |  |  |

## Выпуск #1
Поступил в продажу 19 декабря 2003 года. Обложку рисовал Джон Тотлбен.
| |             |                               |  |  |  |
| Истории вампиров. Часть I | Джосс Уэдон | Алекс Санчес и Дерек Фридолфс |  |  |  |
| Действие происходит в средневековой академии Наблюдателей, где группа молодых наблюдателей учится тому, что должен знать каждый наставник Истребительницы. Древний вампир Рош, заключённый в кандалы, рассказывает Наблюдателям истории из далёкого прошлого об извечной борьбе Добра и Зла. |             |                               |  |  |  |
| |             |                               |  |  |  |
| Неприятности с вампирами / The Problem with Vampires | Дрю Годдард | Пол ли                        |  |  |  |
| За день до событий эпизода School Hard, Спайк и Друзилла во всеобщем хаосе покидают Прагу. Инквизиция отправляет Дрю в тюрьму — там её пытают на особом кресле, сооружённом ещё в 1478 году. Таким образом, инквизитор хочет, чтобы Друзилла запомнила испытанную боль, и несла предупреждение другим вампирам держатся по-дальше от Праги. Дрю пытается отвлечься от боли, вспоминая страдания убитых ею детей. А Спайк, тем временем, просыпается под мостом — разъярённая толпа поймала его и воткнула осиновый кол ему в грудь. Когда же Спайку удаётся выбраться он отправляется на поиски Дрю… |             |                               |  |  |  |
| |             |                               |  |  |  |
| Стейси / Stacy | Джосс Уэдон | Кэмерон Стюарт                |  |  |  |
| Юная вампирша Стейси, рассказывает, как ещё будучи человеком, ей нравилось всё волшебное. Сама Стэйси говорит о себе, что она особая, она понимает магию. Во время показа трилогии Властелин колец, девушка пытается объяснить своим друзьям Джейсону и Дуэйну, но они не обращают на неё внимания. После фильма она представляет себя принцессой, воющей с орками. Вечером на неё кто-то нападает и девушка просыпается в лесу, испытывая сильную жажду… крови. |             |                               |  |  |  |

## Выпуск #2
Поступил в продажу 14 января 2004 года. Обложка — Бен Тэмплсмит.
| |               |                               |  |  |  |
| Истории вампиров. Часть II | Джосс Уэдон   | Алекс Санчес и Дерек Фридолфс |  |  |  |
| Эдне, одной из потенциальных наблюдательниц, кажется, что она знает, зачем Роше рассказывает им эти истории. |               |                               |  |  |  |
| |               |                               |  |  |  |
| Выследить вампира / Spot The Vampire | Джей Эспенсон | Скотт Морз                    |  |  |  |
| Канун Рождества — самое время для покупок в чудном магазинчике, оформлено в стиле 1950-х годов. Читателю даётся возможность взглянуть на каждого из посетителей и вычислить — кто из них, на самом деле, вампир…                                        |               |                               |  |  |  |
| |               |                               |  |  |  |
| Джек / Jack | Брэтт Мэттьюз | Вачи Мавлян                   |  |  |  |
| Конец 1888 года, Лондон. Офицеру Маллори сообщают об очередном преступлении, совершённом на улице старого европейского города. Инспектор ведёт дело Джека-Потрошителя, однако и у представителя закона есть свой секрет, который от тщательно скрывает! |               |                               |  |  |  |

## Выпуск #3
Поступил в продажу 11 февраля 2004 года. Обложка — Эрик Пауэлл.
| |                |                                |  |  |  |
| Истории вампиров. Часть III | Джосс Уэдон    | Алекс Санчес и Дерек Фридольфс |  |  |  |
| Эдна, одна из воспитанниц Академии наблюдателей, делится своими подозрениями, чтобы спровоцировать гнев Роше. |                |                                |  |  |  |
| |                |                                |  |  |  |
| Отец / Father | Джейн Эспинсон | Джейсон Алескандер             |  |  |  |
| История взаимоотношений вампира его сына-человека через их переписку за долгие годы. |                |                                |  |  |  |
| |                |                                |  |  |  |
| Древность / Древний | Дрю Годдард    | Бен Стэнбек                    |  |  |  |
| Баффи, Кира и ещё одна потенциальная истребительница пробираются в логово графа Влада Дракулы, чтобы спасти Ксандера, попавшего под чары вампира и ставшего служить ему. После короткой борьбы, граф соглашается освободить Ксандера. |                |                                |  |  |  |

## Выпуск #4
Поступил в продажу 17 марта 2004 года. Обложка — Бен Эдланд.
| |                |                                |  |  |  |
| Истории вампиров. Часть IV | Джосс Уэдон    | Алекс Санчес и Дерек Фридольфс |  |  |  |
| Роше наконец рассказывает историю своего происхождения. |                |                                |  |  |  |
| |                |                                |  |  |  |
| Dust Bowl / Великая засуха | Джейн Эспинсон | Джефф Паркер                   |  |  |  |
| 1933 год. Фермер Джо Купер пытается вернуть к жизни поле, которое умирает от засухи. Вскоре его обращают в вампира. |                |                                |  |  |  |
| |                |                                |  |  |  |
| Taking Care of Business / Искусство управление бизнесом | Бен Эдланд     | Бен Эдлан и Дерек Фридольфс    |  |  |  |
| Вампир-инквизитор из 15 века одержим идеей избавиться от религиозного духовенства — его раздражает их фанатичная вера в Бога и использование его имени в своих грязных делах. Вампир считает, что он — посланник Божий… До одной ночи, когда он делает покупки на заправочной станции в Сан-Габриэль. Его ожидает встреча с мужчиной, уверяющим, что он и есть Бог. |                |                                |  |  |  |

## Выпуск #5
Поступил в продажу 28 апреля 2004 года. Обложка — Бен Эдланд.
| |               |                               |  |  |  |
| Истории вампиров. Часть V | Джосс Уэдон   | Алекс Санчес и Дерек Фридолфс |  |  |  |
| Эдна узнаёт создателя Роше, а план вампира начинает воплощаться в реальность.                                                   |               |                               |  |  |  |
| |               |                               |  |  |  |
| Некоторые любят по-горячее / Some Like It Hot                                                                                   | Сэм Лоэб      | Тим Сэйл                      |  |  |  |
| Благодаря необычной операции, вампир может наслаждаться солнечным светом…                                                       |               |                               |  |  |  |
| |               |                               |  |  |  |
| Потерянный / Numb | Брэтт Мэттьюз | Клифф Ричардс                 |  |  |  |
| Метания, который испытывает Ангел во время эпизода Искупление.                                                                  |               |                               |  |  |  |
| Истории вампиров. Часть VI | Джосс Уэдон   | Алекс Санчес и Дерек Фридолфс |  |  |  |
| Выясняется, что Эдна — Эдна Фэйрвэзер, бабушка Руперта Джайлза, спасённая наблюдателями и проклявшая их за их некомпетентность. |               |                               |  |  |  |

## Баффи: Истории вампиров
Специальный выпуск. Поступил в продажу 16 октября 2002 года. Обложка — Джефф Мацуда.